# Ceratosoma polyomma
Ceratosoma polyomma is een slakkensoort uit de familie van de Chromodorididae. De wetenschappelijke naam van de soort is voor het eerst geldig gepubliceerd in 1880 door Bergh.